# Macropis patellata
Macropis patellata är en biart som beskrevs av William Hampton Patton 1880. Macropis patellata ingår i släktet lysingbin, och familjen sommarbin. Inga underarter finns listade i Catalogue of Life.